# Jesuitenkloster Xanten
Das Jesuitenkloster war ein Kloster der Jesuiten in Xanten.

## Geschichte
1609 wurden die Jesuiten Riswick aus Neumagen und Bebber aus Fischeln wegen Altersschwäche des Pfarrers nach Xanten gerufen und erhielten kurz darauf ein Haus im Domkapitel. Riswick und Bebber hielten ihre Gottesdienste in der Heiliger-Geist-Kapelle der Xantener Stiftskirche St. Viktor ab, die nach ihnen auch Jesuitenkapelle benannt wird. Die letzten Jesuiten Xantens waren Pater Pesch und Pater Dufraine. Als Pesch am 18. März 1789 starb, war Dufraine der letzte Jesuit in ganz Deutschland. 1802 wurde das Kloster durch Napoléon Bonaparte aufgehoben.